# Anina Beck
Anina Beck (* 25. August 1999) ist eine Schweizer Unihockeyspielerin, welche beim Nationalliga-B-Verein UHC Waldkirch-St. Gallen unter Vertrag steht.

## Karriere
Beck stammt aus dem Nachwuchs des UH Red Lions Frauenfeld und spielte 2018 für ein Spiel für die Red Ants Rychenberg Winterthur. 2016 stand sie erstmals im Kader der ersten Mannschaft. Ihren ersten Skorerpunkte konnte sie ein Jahr später erzielen. Nach sechs Jahren bei den Thurgauerinnen verliess die flexibel einsetzbare Spielerin die Red Lions.
2021 wechselte Beck zum Nationalliga-B-Vertreter UHC Waldkirch-St. Gallen.